# フランシレウド・サントス
フランシレウド・シウヴァ・ドス・サントス（Francileud Silva dos santos, 1979年3月20日 - ）は、ブラジル・ゼ・ドカ出身の元チュニジア代表サッカー選手。現役時代のポジションはフォワード。

## 経歴

### クラブ
1996年にスタンダール・リエージュに入団し、その後チュニジアのエトワール・サヘルに移籍した。FCソショーで再び欧州に再挑戦し、ベノワ・ペドレッティ等を要したクラブはリーグ・ドゥを優勝した。その後クープ・ドゥ・ラ・リーグに優勝しUEFAカップに出場した。
トゥールーズFCではレギュラーを獲得できずFCチューリッヒにレンタル移籍した。2008年再びFCソショーに復帰した。ソショーとの契約が切れた後半年間フリーだったが2010年1月FCイストルに加入した。

### 代表
エトワール・サヘルでプレーしていた事からチュニジア国籍を取得し、2004年にチュニジア代表としてアフリカネーションズカップの優勝に貢献。以来代表のエースとしてプレーを続ける。2006 FIFAワールドカップ直前に負傷するもメンバー入りを果たしたが、3戦目ウクライナ代表戦で11分間のみプレーした。

## 所属クラブ
- スタンダール・リエージュ 1996-1998
- エトワール・サヘル 1998-2000
- FCソショー 2000-2005
- トゥールーズFC 2005-2008

→  FCチューリッヒ 2007.1-2007.6
- FCソショー 2008-2009
- FCイストル 2010
- エトワール・サヘル 2010-2013

## 代表歴

### 出場大会
- チュニジア代表
  - 2006 FIFAワールドカップ

### 試合数
- 国際Aマッチ 41試合 22得点（2004年-2008年）[1]

| チュニジア代表 | 国際Aマッチ | 国際Aマッチ |
| 年             | 出場        | 得点        |
| -------------- | ----------- | ----------- |
| 2004           | 12          | 6           |
| 2005           | 10          | 8           |
| 2006           | 8           | 5           |
| 2007           | 5           | 1           |
| 2008           | 6           | 2           |
| 通算           | 41          | 22          |

## タイトル
| シーズン  | チーム         | タイトル                   |
| --------- | -------------- | -------------------------- |
| 2000-2001 | FCソショー     | リーグ・ドゥ               |
| 2004      | チュニジア代表 | アフリカネーションズカップ |
| 2003-2004 | FCソショー     | クープ・ドゥ・ラ・リーグ   |
| 2006-2007 | FCチューリッヒ | スーパーリーグ             |